# Próba Trendelenburga odwrotna
Próba Trendelenburga odwrotna – próba diagnostyczna stosowana w diagnostyce przewlekłej niewydolności żylnej do oceny drożności żył głębokich kończyny dolnej.
Próba polega na założeniu u stojącego badanego z wypełnionymi żylakami kończyny dolnej opaski uciskowej w połowie uda, a następnie położeniu badanego i uniesieniu obserwowanej kończyny. Opróżnianie się żył powierzchniowych w tej sytuacji świadczy o wydolności (prawidłowym krążeniu) w obrębie żył głębokich kończyny dolnej.